# Manaslu
Il Manaslu (मनास्लु, conosciuto anche come Kutang) è un massiccio montuoso situato nel Nepal centrale (a circa 64 chilometri in linea d’aria dall’Annapurna), nella catena montuosa dell'Himalaya, la cui vetta più alta raggiunge i 8.163 m s.l.m., rappresentando l'ottava montagna più alta del mondo. Si trova nel Mansiri Himal, parte dell'Himalaya nepalese, nel Nepal centro-occidentale.
Presenta due vette secondarie, il Pinnacolo est (7.992 m) e la cima nord (7.157 m).

## Toponimo
Il nome Manaslu deriva dal sanscrito manasa, che si può tradurre come "montagna dello spirito".

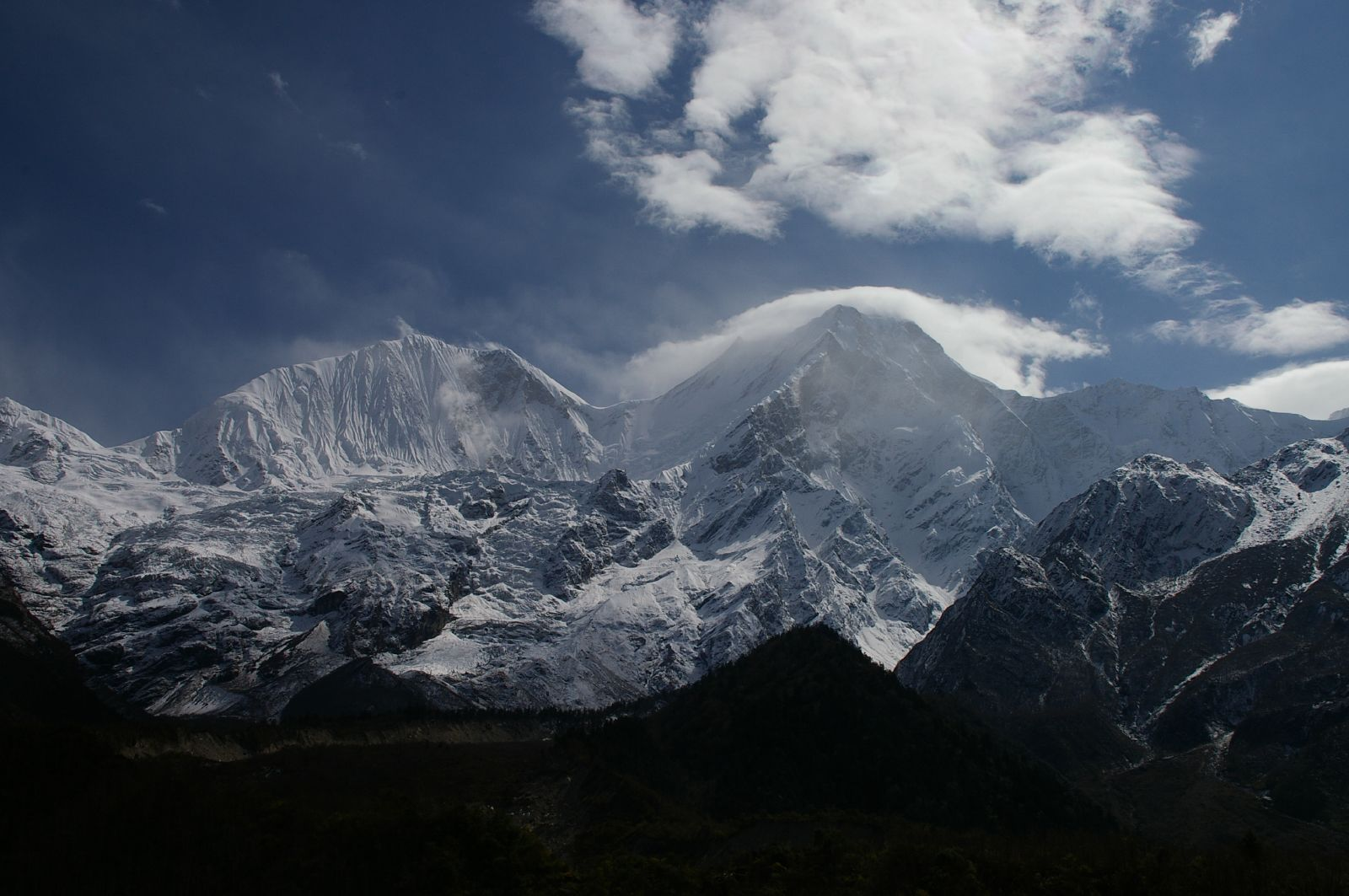
Versante ovest del Manaslu

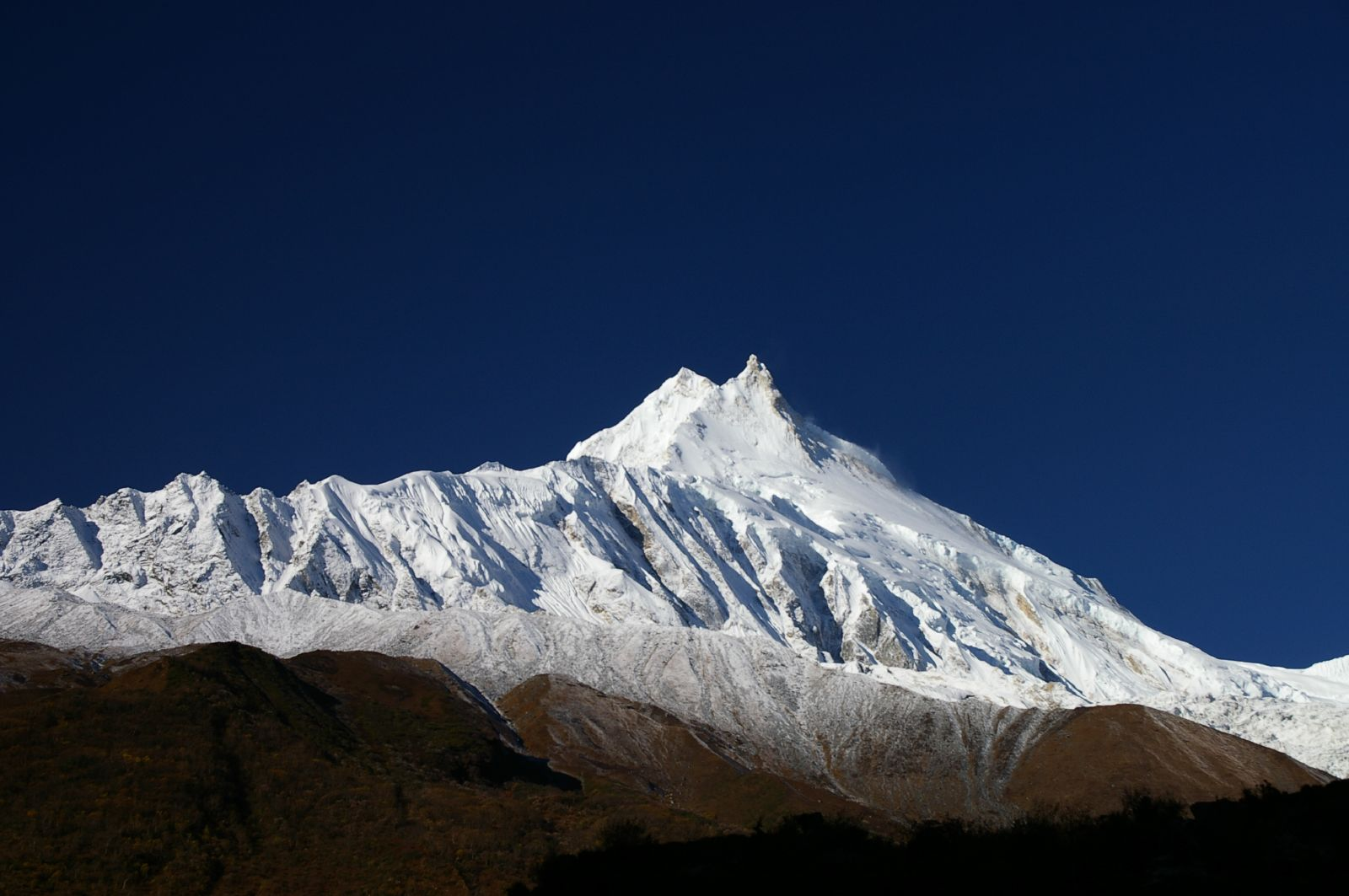
Il Manaslu visto da est: a sinistra la vetta, a destra il Pinnacolo Est

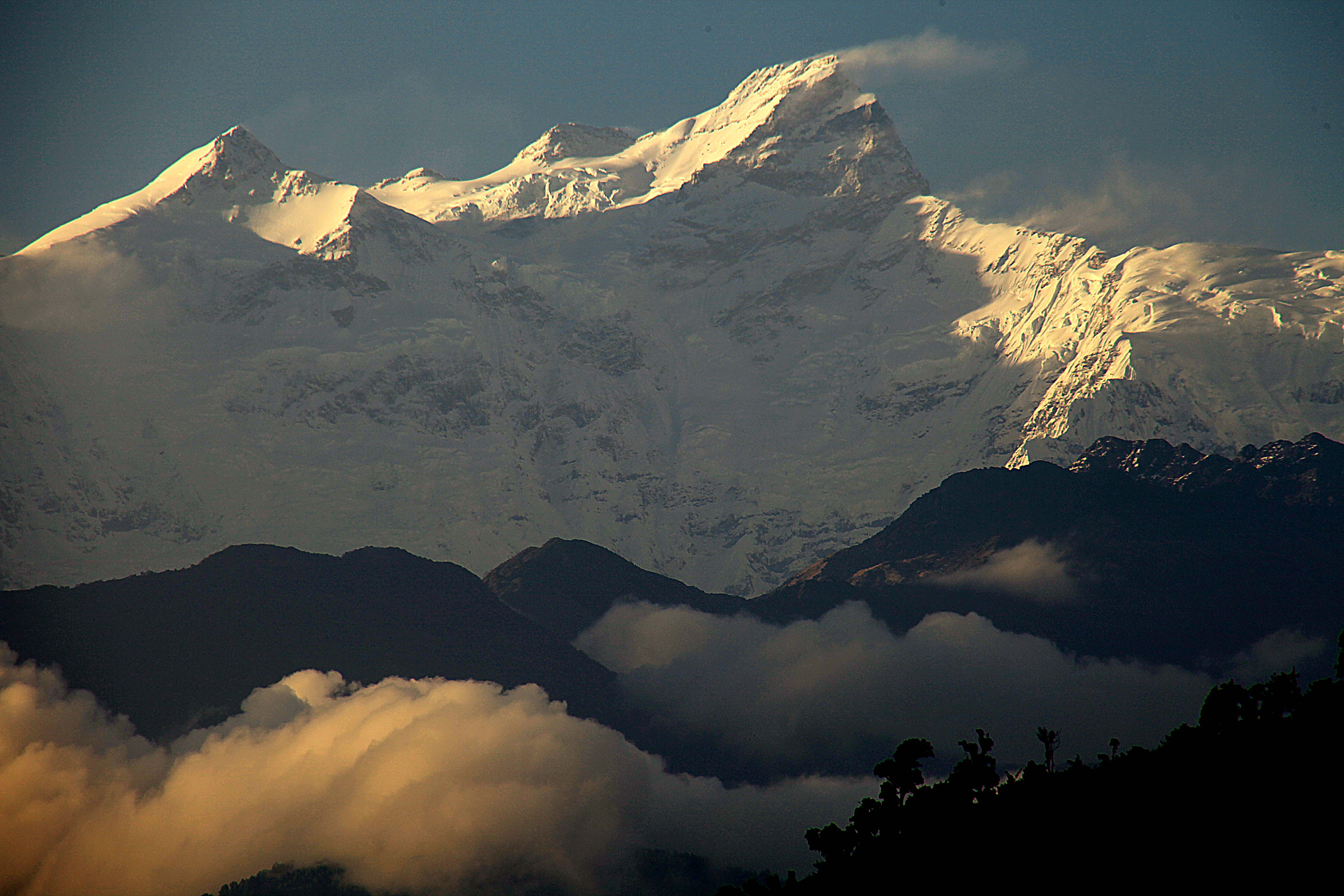

## Ascensioni

### Prima ascensione
La prima ascensione fu compiuta il 9 maggio 1956 dal giapponese Toshio Imanishi e dal nepalese Gyalzen Norbu, facenti parte di una spedizione giapponese guidata da Yuko Maki, lungo il versante nord-est, per l'attuale via normale. Due giorni dopo raggiunsero la vetta anche Kiichiro Kato e Minoru Higeta. La vetta non sarà più salita fino al 1971.

### Prima ascensione femminile
La prima ascensione femminile fu compiuta da una spedizione giapponese, guidata da Kyoto Sato. Il 4 maggio 1974 raggiunsero la vetta le alpiniste Naoko Nakaseko, Masako Uchida e Mieko Mori, insieme a Jambu Sherpa, lungo la via normale. Avevano tentato in precedenza la salita per la cresta est. Sadako Suzuki, facente parte di un secondo team per la vetta, perse la vita il 5 maggio in seguito ad una caduta tra i campi 4 e 5.
Quella del Manaslu rappresentò anche la prima ascensione femminile di un ottomila, seguita l'anno successivo dall'Everest e dal Gasherbrum II.

### Prima ascensione invernale
La prima ascensione invernale fu compiuta il 14 gennaio 1984 dai polacchi Maciej Berbeka e Ryszard Gajewski lungo la via normale.

### Altre salite
- 1950 - Harold William Tilman effettua una ricognizione del Manaslu e afferma che esiste una potenziale via di salita dal versante nord-est.
- 1952 - Ricognizione giapponese che raggiunge i 5.275 m dal versante est.
- 1953 - Primo tentativo ad opera di un team giapponese di 15 alpinisti lungo il versante nord-est. Tre alpinisti raggiungono quota 7.750 m prima di rinunciare alla vetta.
- 1971 - Il 4 maggio Kim Ho-Sup, leader di una spedizione coreana, muore nel tentativo di raggiungere la vetta lungo lo sperone nord-est.
- 1971 - Il 17 maggio Kazuharu Kohara e Motoyoshi Tanaka, membri di una spedizione giapponese di undici alpinisti guidata da Akira Takahashi, realizzano la seconda ascensione del Manaslu lungo una nuova via sullo sperone nord-ovest.[5]
- 1972 - Il 25 aprile Reinhold Messner realizza la prima salita italiana e terza salita assoluta, nell'ambito della spedizione italo-austriaca guidata da Wolfgang Nairz. Viene aperta una nuova via sul versante sud.[6]
- 1973 - Il 22 aprile i tedeschi Gerhard Schmatz, Sigi Hupfauer e lo sherpa Urkien Tshering compiono la quarta salita alla vetta, lungo la parete nord-est.
- 1975 - Il 26 aprile gli spagnoli Gerald Garcia, Jeronimo Lopez and Sonam Sherpa raggiungono la vetta lungo la parete nord-est.
- 1981 - Il 7 ottobre Pierre Béghin e Bernard Muller, facenti parte di una spedizione francese di quattro alpinisti, raggiungono la vetta lungo una nuova via sul versante ovest.[7]
- 1993 - Il 2 maggio Sepp Brunner, Gerhard Floßmann, Sepp Hinding e Michael Leuprecht raggiungono la vetta lungo la via normale e discendono dai 7.000 m con gli sci fino al campo base.
- 2006 - Il 25 aprile i kazaki Denis Urubko e Serguey Samoilov raggiungono la vetta per la via normale.[8]
- 2006 - L'8 maggio i kazaki Denis Urubko e Serguey Samoilov raggiungono la vetta dopo aver aperto in quattro giorni una nuova via sulla parete nord-est.[8]
- 2008 - Il 4 ottobre Nives Meroi raggiunge la vetta in compagnia del marito Romano Benet e di Luca Vuerich.[9]
- 2009 - Il 28 aprile l'alpinista Giuseppe Antonelli muore durante la discesa, dopo aver rinunciato alla cima a causa di un malore.[10] Nella stessa giornata l'alpinista portoghese Joao Garcia e due coreani raggiungono la vetta.[11]
- 2009 - il 19 maggio l'alpinista Mario Panzeri raggiunge la cima senza ossigeno.
- 2012 - Il 12 maggio il brentegano Valter Piazza, dopo diversi giorni di condizioni meteorologiche avverse, raggiunge in solitaria la vetta.[12]
- 2014 - Il 1º ottobre l'emiliano Samuele Sentieri raggiunge la vetta in solitaria senza l'ausilio di bombole d'ossigeno e senza il supporto degli sherpa.
- 2016 - Il 1º ottobre il friulano Danilo Callegari raggiunge la vetta in solitaria senza l'ausilio di bombole d'ossigeno e senza il supporto degli sherpa.
- 2017 - Il 27 settembre la spedizione di quattro italiani (Perruchon Laurent, Zigliotto Sergio, Bergamini Riccardo e Corazza Alessandro) raggiungono la vetta.
- 2019 - Il 26 settembre la guida alpina italiana Francois Cazzanelli compie il record di velocità da campo base alla vetta e ritorno in 17 ore e 43 minuti battendo il precedente record di Andrzej Bargiel, che il 25 settembre 2014 era salito e sceso in 21 ore e 14 minuti.[13]

### Incidenti
Il 10 aprile 1972 una valanga travolse il campo alto di una spedizione coreana provocando quindici morti, di cui dieci sherpa, quattro alpinisti e il leader della spedizione Kim Jung-Sup. Il numero di morti in quella stagione, diciassette, fu il più alto nella storia di un Ottomila (le vittime furono 4 coreani, 1 giapponese, 10 nepalesi sherpa, 2 austriaci)
Il 23 settembre 2012 una valanga, provocata dal distacco di un seracco, ha travolto nella notte le tende degli alpinisti del campo 3 (circa 7.000 m) della via normale sul versante nord-est, causando tredici morti, tra i quali l'italiano Alberto Magliano.

## Discese in sci e snowboard
La prima discesa in snowboard è stata compiuta da Marco Galliano il 4 ottobre 2011. Carlo Alberto Cimenti nella stessa occasione ha realizzato la prima discesa italiana con gli sci.